# Török–magyar kulturális kapcsolatok
A török–magyar kulturális kapcsolatok azok a kulturális kapcsolatok, amelyek már több mint másfél ezer év óta formálódnak a török nemzet és a magyar nép között.

## Kapcsolatok az első világháborúig
A magyar nép Kárpát-medencébe való érkezéséig folyamatos kapcsolatban állt különböző türk népekkel. A kapcsolatok radikális változására az oszmán-török csapatok 14. századi terjeszkedésével került sor. A mohácsi csatavesztés után mintegy másfél évszázadig a szétesés szélére sodródott az ország. Ez az időszakban jelentős számú emberáldozatokat követelt és emellett az etnikai és nyelvi összetétele is megváltozott az országnak.
A 16. századtól egészen a 18. század elejéig tartó török elnyomás és alá-fölé rendeltségi viszonyunk a 19. századi nacionalizmusnak és megváltozott európai egyensúlynak köszönhetően megváltozott és újra egymás mellé sodorta a két népet. Ennek a közeledésnek köszönhetően élénkebbek lettek a kapcsolatok és 1870-ben hivatalosan is elindult Magyarországon a turkológiai képzés. Ezt követően az első világháború során 1917-ben létrejött a Konstantinápolyi Magyar Tudományos Intézet, amely az első állami alapítású külföldi magyar intézmény volt. Az ösztöndíjasok fogadására szakosodott kulturális központ – a világháború zavaros időszakának köszönhetően – csupán másfél évig működött, de ennek ellenére fontos pillére volt a későbbi kulturális kapcsolatoknak. Az intézetet – Isztambuli Magyar Intézet néven – 2013-ban újranyitották, így azóta ismét aktív része az isztambuli kulturális életnek.

## Az első világháború után
Az első világháború során egy oldalon és sokszor egy fronton is harcoló török-magyar felek elégedetlenek voltak a háborút követő békeszerződések kimenetelével, így a kölcsönös elégedetlenség még közelebb sodorta őket a nemzetközi életben. 1923. október 29-én kikiáltották a Török Köztársaságot Mustafa Kemal Atatürk vezetésével és még ugyanebben az évben baráti szerződést írt alá a két ország, amivel létrejöttek a helyi képviseletek is. A diplomáciai kapcsolatok mintegy 100 éve kezdődtek a két ország között és – a második világháború utáni kisebb megszakítástól eltekintve – azóta is folyamatosak.

## Magyar emlékek Törökországban
A történelem különböző szakaszaiban az oszmán-magyar és a török-magyar kapcsolatok nagy hatással voltak a két nép nyelvére, kultúrájára és történelmére egyaránt. A folyamatos intenzív kapcsolatnak köszönhetően számos építészeti, szellemi és kulturális emléket őriz Törökország. A történelmi emlék a szabadságküzdelmek során menekülni kényszerülők török földön végzett tevékenységeihez köthetők. Ebbe a csoportba tartozik a teljesség igénye nélkül például Thököly Imre, II. Rákóczi Ferenc vagy Kossuth Lajos is. Emellett megemlítendő még Széchenyi Ödön is, aki részt vett a modern isztambuli tűzoltóság kialakításában vagy Kovács Aladár, aki az első isztambuli mentőállomás megalapításában vett részt. Emellett számos magyar járult hozzá a török építészethez vagy vett részt a vízgazdálkodási és meteorológia fejlesztésekben.

### A főbb törökországi emlékhelyek
- Kossuth Lajos Emlékmúzeum – Kütahya

Kossuth a szabadságharc következtében kényszerült emigrációba az Oszmán Birodalom területére, ahol 1849-51 között politikai menekültként élt. Az osztrák és orosz követelések ellenére I. Abdul-Medzsid oszmán szultán befogadta Kossuthot és emigrációja során végig nagy tisztelet övezte. Végül családjával a Kis-Ázsia belsejében található Kütahyában telepedett le. A kütahyai faház, ahol 1951-es angliai távozásáig lakott, 1982 óta emlékmúzeumként üzemel.
- Thököly Imre és Zrínyi Ilona Emlékház – Kocaeli

Kocaeli városában 2008-ban jött létre a Thököly Imre és Zrínyi Ilona Emlékház. A Magyar Nemzeti Múzeum egyik állandó törökországi kiállításaként működő emlékházban látható a kuruc hadvezér kisplasztikája és felesége, Zrínyi Ilona bronzreliefje. A két alkotást Győrfi Lajos és Kossuth-díjas testvére Györfi Sándor készítette.
- II. Rákóczi Ferenc Emlékház és Múzeum – Rodostó

1720 és 1735 között Rodostó adott otthont a Magyarországot elhagyni kényszerülő II. Rákóczi Ferenc erdélyi fejedelemnek. A lengyelországi és franciaországi emigráció után III. Ahmed szultán „magyar király”-ként kezelte a szabadságharcost. Udvartartását isztambuli pénzjáradék fedezte, emellett aktív nemzetközi kapcsolatokat tartott fent a francia, spanyol, orosz és lengyel udvarral és aktív írói tevékenységet is folytatott. A fejedelem ebédlőpalotájának tartott törökországi épület 1968 óta működik emlékmúzeumként. A ház 2007-ben felújításra került és 2010 februárjától már korszerű kiállítással várja a látogatókat.
A Rákóczi múzeum mellett még számos, Rákóczihoz köthető személynek található Rodostón emlékhelye. Itt található a fejedelem barátjának és harcostársának Gróf Bercsényi Miklósnak az emlékháza vagy Gróf Csáky Mihály és Gróf Forgách Simon tábornokok emlékháza is.
- Bartók Béla Emlékkiállítás – Osmaniye

Bartók 1936-ban pár hetet a törökországi Osmaniye városában tartózkodott, ahonnan a környező falvakat bejárva az ő útmutatásával indult meg a török népdalgyűjtés. A meghívás indoka (amit Rásonyi László turkológusnak, az ankarai egyetem magyar nyelvet oktató professzorának Bartókhoz intézett leveléből ismerük) az volt, hogy Törökország a 30-as években intenzíven fejleszteni kezdte saját zenei intézményeit. Bartók munkássága kiváló alapot biztosított a törökországi felkérésnek és tevékenysége azóta is fontos kiindulópontja a török népzenének. A Bartók-emlékhely 2010-ben nyílt meg.

## Török emlékek Magyarországon
Lásd: Török-iszlám építészet Magyarországon

## 1928-as török nyelvreform
A magyar nyelv több száz török jövevényszót tartalmaz, ami a jól bizonyítja a történelem különböző szakaszaiban fennálló interakcióinkat. A nyelvrokonsággal számos magyar kutató foglalkozik és a múltban is több szakember tanulmányozta a nyelvi hasonlóságokat és kapcsolatokat. Itt meg kell említeni Vámbéry Ármint, aki első magyar turkológusként, kiemelkedő munkásságával az európai élvonalba emelte a hazai turkológiát. 
Másrészt viszont kevésbé ismert tény, hogy a magyar szakemberek is fontos szerepet töltöttek be a török nyelv, főként az írásmód kialakításában. Kiemelendő, hogy az 1928-as nyelvreform következtében 1928. december 1-jén bevezetett latin ábécé alkalmazásában nagy szerepet játszottak magyar szakemberek. Ide sorolható Mészáros Gyula, aki tagja volt a bakui kongresszus nem magyar származású turkológusainak, de megemlíthetjük Gombocz Zoltánt vagy Csánki Dezső nevét is. A nyelvreform óriási jelentőséggel bír a török-magyar kulturális kapcsolatokban, hiszen ezzel Atatürk egyértelműen Európa felé orientálta Törökországot.